# Suore domenicane di Boemia
Le Suore Domenicane di Boemia (sigla O.P.) sono un istituto religioso femminile di diritto pontificio.

## Storia
Le origini della congregazione risalgono al convento delle suore del Terz'ordine domenicano di Olomouc-Řepčín, fondato nel 1889 da Tommaso Anselmi, priore della provincia domenicana d'Austria per le religiose di lingua ceca dell'Impero austro-ungarico: due anni dopo il convento divenne casa-madre di una congregazione autonoma e la prima superiora generale fu Raimonda Jindrová, ritenuta fondatrice dell'istituto, che si era formata presso le domenicane di Gleisdorf.
La congregazione fu intitolata alla beata Zdislava, terziaria domenicana boema del Trecento.
Inizialmente le domenicane boeme si dedicavano essenzialmente all'istruzione della gioventù, ma dopo il 1942 le autorità tedesche che occupavano i territori boemi e moravi chiusero le loro scuole e le religiose iniziarono a dedicarsi alla cura di orfani, vecchi e minorati; nel 1948 lo Stato si impossessò delle loro case e molte suore furono trasferite dalle autorità comuniste nel convento di concentramento di Broumov, dove furono impiegate nelle realizzazione di ostie e paramenti liturgici.
L'istituto è affiliato all'ordine dei frati predicatori dal 4 febbraio 1908 e le sue costituzioni furono approvate dalla Santa Sede il 24 gennaio 1944.

## Attività e diffusione
Le suore si dedicano all'insegnamento e alla cura di anziani, orfani e disabili fisici e mentali.
Sono presenti solo in Repubblica Ceca; la sede generalizia è a Brno.
Alla fine del 2015 l'istituto contava 57 religiose in 7 case.